# Balbino Giuliano
Balbino Giuliano, född 4 januari 1879, död 13 juni 1958, var en italiensk politiker och filosof.
Giuliano var anhängare av de idealistiska riktningen, var professor i etik vid universitetet i Rom, deputerad i parlamentet och blev undervisningsminister 1929. Han har skrivit Il torto di Hegel (1911), Il valore degl'ideali (1915), Il primato d'un popolo: Fichte e Gioberti (1916), L'esperienza politica dell'Italia (1923) samt La formazione del fascismo (1927).